# Jeanne Flanagan
Jeanne Ann Flanagan (ur. 8 maja 1957 w New Haven) – amerykańska wioślarka, złota medalistka olimpijska i dwukrotna medalistka mistrzostw świata.

## Kariera
Wystąpiła na igrzyskach olimpijskich w Los Angeles w 1984, gdzie osada USA w składzie: Jeanne Flanagan, Holly Metcalf, Carol Bower, Carie Graves, Shyril O’Steen, Kristine Norelius, Kristen Thorsness, Kathy Keeler i Betsy Beard zdobyła złoty medal w ósemkach. W wyścigu finałowym o 1,07 sekundy wyprzedziły Rumunki, a o 3,12 sekundy pokonały osadę Holandii. Był to jej jedyny start olimpijski. W 1980 znalazła się w reprezentacji USA na igrzyska olimpijskie w Moskwie, jednak ostatecznie nie wystartowała, z uwagi na bojkot zawodów przez USA.
W tej samej konkurencji zdobyła również srebrny medal na mistrzostwach świata w Monachium (1981) i brązowy na mistrzostwach świata w Bledzie (1979).
Kształciła się na Florida Institute of Technology i University of Massachusetts, studiując biologię i fizjologię wysiłkową.